# Anos 80: Multishow ao Vivo
Anos 80: Multishow ao Vivo é um álbum gravado em 2005, pelo canal de TV Multishow em homenagem aos expoentes da música dos anos 80. Leoni gravou duas faixas, sendo "Exagerado" e "Fórmula do Amor" em parceria com Léo Jaime. O disco traz também Dinho Ouro Preto, Ritchie e Nasi.
As faixas são:
1. As Sete Vampiras - Leo Jaime
2. Sou Boy - Kid Vinil
3. Tic Tic Nervoso - Kid Vinil
4. Exagerado - Leoni e Leo Jaime
5. A Fórmula do Amor - Leoni e Leo Jaime
6. Fui Eu - Dulce Quental
7. Casanova - Ritchie
8. Menina Veneno - Ritchie
9. Te Odeio (Isso é o Amor) - Nasi
10. Núcleo Base - Nasi
11. Fogo - Dinho Ouro Preto
12. Independência - Dinho Ouro Preto
13. Rock Estrela - Leo Jaime
14. Perdidos na Selva - vários
15. Bete Balanço - vários